# Apomecyna fallaciosa
Apomecyna fallaciosa là một loài bọ cánh cứng trong họ Cerambycidae.